# Geraldo José da Silva
Geraldo José da Silva (Recife, Brasil, 6 de marzo de 1936-Sorocaba, Brasil, 21 de abril de 2013) fue un futbolista de Brasil que jugó en la posición de delantero.

## Carrera

### Club
| Periodo   | Club                     |
| --------- | ------------------------ |
| 1955-1960 | Clube Náutico Capibaribe |
| 1961-1963 | SE Palmeiras             |
| 1963      | CR Flamengo              |
| 1965-1966 | SC Corinthians           |
| 1966      | AA Ponte Preta           |
| 1966-1967 | Sport Recife             |
| 1967-1969 | EC São Bento             |
| 1970-1971 | Campinense Clube         |
| 1971      | América Pernambuco       |

### Selección nacional
Jugó para Brasil en seis ocasiones en 1959 y anotó tres goles; dos de esos goles fueron en la Copa América 1959 de Ecuador donde quedó en tercer lugar.

## Palmarés
- Campeonato Carioca (1): 1963